# Reynald Drouhin
Pour les articles homonymes, voir Drouhin.
 (juin 2024).
 (juin 2024).
Il peut être nécessaire de l'améliorer pour respecter le principe de neutralité de point de vue. Veuillez consulter la page de discussion pour plus de détails.

Reynald Drouhin est un plasticien français, né le 20 mars 1969 à Paris.

## Biographie et démarche artistique
Reynald Drouhin vit et travaille en Bretagne. Il enseigne le multimédia à l'École européenne supérieure d'art de Bretagne–Rennes (EESAB).
En 2015 il participe à l’exposition collective Capturer l’éphémère et à Photo London avec la galerie Vanessa Quang, à Variation en 2014, Show off 2012, aux présentations organisés par Digital Arti (2011), à la biennale de Rennes (2010), il a présenté son travail à la galerie Numeriscausa pour les expositions Ghost Walk (2009) et Il était une fois… (2007), à la galerie des beaux-arts de Lorient (Sans titre, 2006), à la Biche de Bere Gallery (Natural/Digital, 2005), à l'Espace Confluences (2003), à la galerie Public (2001), au Festival international d’arts multimédia urbains de Belfort (2000), à la biennale de Montréal et à la manifestation internationale vidéo et art électronique organisée par Champ Libre (Montréal, 2000 et 1999) et à ISEA (Chicago, 1997).
Il a également reçu plusieurs prix et mentions dont l’Aide à la création multimédia expérimentale (Arcadi, 2007), la bourse départementale d’aide individuelle à la création du MAC/VAL (2005), le Grand Prix Scam de l’œuvre d’art numérique interactive (2003).
Il a accompli plusieurs résidences : à La Chartreuse en France (2011), à Europeo en Italie (2001)[source secondaire nécessaire], au CICV à Belfort (2000-01), au C3 à Budapest (2000) et à Carnegie Mellon University à Pittsburgh (1997)[source secondaire nécessaire]. Il est membre du collectif d'artistes Incident.net travaillant sur Internet.

## Parcours artistique

### Expositions personnelles
Cette section ne s'appuie pas, ou pas assez, sur des sources secondaires ou tertiaires indépendantes du sujet.

Pour l'améliorer, ajoutez-en, ou placez des modèles {{Source secondaire souhaitée}} ou {{Source secondaire nécessaire}} sur les passages mal sourcés. (juin 2024)
Sélection
- Forever until the End[9], avec Sophie Blum, galerie Schaufenster, Sélestat, 2013
- Ghost Walk[10], galerie Numeriscausa, Paris, 2009
- Sans titre, galerie des beaux-arts, Lorient, 2006
- BetaGirl, galerie Sagace ÉSAC, Pau, 2004
- Frags[11], Confluences, Avril.exe, Paris, 2003
- Revenances[12], galerie Sagace ÉSAC, Pau et C3, Institut Français, Budapest, Hongrie, 2001
- Alteraction, Carnegie Mellon University, College of Fine Art, Pittsburgh, USA, 1997
- Alter Ego, Galerie Bernanos et à la Galerie Gauche, Paris, 1994

### Expositions collectives
Sélection
- Melting Point[13], festival, accès)s( cultures électronique, commissaire de l’exposition : Thomas Cheneseau, Pau, 2020
- Retro Web, commissaire de l’exposition : Hyein Kwon, SeMA, Seoul, Korea, 2019
- Transmission, Co-commissaires : Aude de Bourbon Parme et Christophe Luxereau, Galerie Vanessa Quang[14], Paris, 2016
- Simulations[15], Globalscreen and Arc Space, Pékin, Chine, 2016
- Variation[16], Media art Fair, foire d’art contemporain, Paris, 2015
- Capturer l’éphémère, curator Madeleine Filippi[17], Galerie Vanessa Quang, Paris, 2015
- Photo London, Foire photo, Galerie Vanessa Quang, Londres, 2015
- Variation, Media art Fair, foire d’art contemporain, Paris, 2014
- Nature humaine, festival Traces, Centre d’art Rhodanien Saint-Maur, Bagnols-sur-Cèze, 2014
- Festival du nouveau cinéma, Montréal, Canada, 2013
- Art o’clock, foire d’art contemporain, Paris la Défense, 2013
- Source(s), st-art, foire d’art contemporain, Strasbourg, 2012
- Show off lab’, foire d’art contemporain, Paris, 2012
- Images//Paysages, Le Compa, Chartres, 2012
- Recurrences # 2[18], Le Radar, Bayeux, 2012
- Spamm, Arcuterie Galerie, Durant l’exposition, la galerie sera fermée, Poitiers, 2012
- 160 Gr, Dexter Gallery c/o Hôtel de l’Industrie, Paris, 2011
- Art numérique, Creative Store Amusement, Gaité Lyrique / Digital Arti, Paris, 2011
- Immersions digitales[19], curator Julie Miguirditchian, Happen Space / Digital Arti, Paris, 2011
- 365 jours Plus tard-, Dexter Gallery c/o Yu Gallery Paris, 2010
- White, Yellow, Blue, and Black, a coincidence and 1 object, Galerie Galženica, Croatie, 2010
- Ce qui vient[20], curator Raphaële Jeune, biennale d’art contemporain, Rennes, 2010
- Vise-versa, galerie expérimentale CCC, Tours, 2009
- v.o.s.t. / ov/ot[21], festival international art audiovisuel, Bruxelles, 2009
- Cimatics[22], festival international art audiovisuel, Bruxelles, 2008
- Slick, foire d’Art contemporain, Paris, 2008
- Il était une Fois…, exposition Galerie Numeriscausa[23], Paris, 2007
- Slick, foire d’art contemporain, Paris, 2007
- L’émoi de l’image[24], exposition aux Galeries Poirel, Nancy, 2007
- Natural digital[25], exposition à la Fondation Vasarely, Aix-en-Provence, 2007
- Hors la ville, sélection internationale de vidéos à l’Institut Goethe, Dakar, 2007
- Slick 01, foire d’Art contemporain, Paris, 2006
- v.o.s.t. Projection de vidéos, Cinema le Barbizon, Paris, 2006
- MagMart, video under volcano, Naples, Italie, 2006
- Intrusions[26], manifestation d’art numérique, Montbéliard, 2005
- Arborescence, Festival, Aix-en-Provence / Marseille, 2005
- Natural / digital, Exposition Biche de Bere Gallery, Paris, 2005
- NoraPolis III[27], festival international multimedia, Metz, 2005
- Espace distant, exposition à l’école d’Art d’Aix-en-Provence, 2004
- NFF04 Net Art Gallery, New Forms Media Festival, Vancouver, Canada, 2004
- Basekamp Gallery[28], Translation / Traduction, Philadelphie, États-Unis, 2004
- Field of vision: new york, The Lab Gallery, New York, USA, 2004
- Pause organisé par MobilGaze, Galerie Oboro, Montreal Canada, 2004
- D’ailleurs[29] organisé par KRN, La Gaîté Lyrique Hors les Murs et Le Carrosse, Paris, 2004
- Nuit Blanche, Sleep*less*net, Hôtel de la Trémoille, Paris, 2003
- Vitrine sur cour 4, “Originellement vôtre”, école des beaux-arts Angers, 2003
- Villette numérique, Festival international de la création et des nouveaux médias Paris, 2002
- Art on the net 2002, “9.11’’ Machida City Museum of Graphics Arts, Tokyo, Japon, 2002
- Retina, Festival international de cinéma et vidéo expérimentale, Sellye, Hongrie, 2002
- le cube, Art 3000 espace culture multimédia, Issy-les-Moulineaux, 2001
- arte viva X festival Europeo, Senigallia, Italie, 2001
- Paris Project room[30] boutique d’été, Paris, 2001
- Galerie Public > Mix. > Le Poste, Paris, 2001
- Festival international d’art Multimédia urbains, CICV, Belfort, 2000
- isea, Chapelle des Cordeliers beaux-arts, Paris, 2000
- aaa[31], “L’archivage comme activité artistique” Université Paris 1, 2000
- Biennale de Montréal, art électronique Montréal, Québec, Canada, 2000
- Perte de Signal, Espace Vidéographe, Montréal, 2000

### Commissariat d'expositions
Cette section ne s'appuie pas, ou pas assez, sur des sources secondaires ou tertiaires indépendantes du sujet.

Pour l'améliorer, ajoutez-en, ou placez des modèles {{Source secondaire souhaitée}} ou {{Source secondaire nécessaire}} sur les passages mal sourcés. (juin 2024)
Sélection
- Échos du chaos, dans le cadre de la traverse DataFlow "Effondrements", dans la galerie du cloître à l'EESAB — Rennes, 2023-24
- Effondrements en cours, dans le cadre de l'ARC DataFlow "Effondrements", partenariat entre l'EESAB — Rennes et l'Hotel Pasteur, 2021-23
- The End is the Beginning, dans le cadre de l'ARC DataFlow "Effondrements", EESAB — Rennes, 2019-21
- Temps Libre, partenariat entre l'EESAB — Rennes et la Galerie Vanessa Quang, Paris, 2018
- Déconnexions, dans le cadre de l'ARC DataFlow partenariat entre l'EESAB — Rennes et la Galerie Vanessa Quang, Paris, 2017
- Material Reality[32], dans le cadre de l'ARC DataFlow partenariat entre l'EESAB — Rennes et la Galerie Vanessa Quang, Paris, 2016
- Rencontre dans la vraie vie[33], dans le cadre de l'ARC DataFlow à l'EESAB — Rennes, 2015
- Écho Archive, dans le cadre de l'ARC DataFlow à l'EESAB — Rennes, 2014
- Data drapé[34] / Show off dans le cadre de la foire internationale d'art contemporain, Espace Pierre Cardin, Paris, 2013
- WorkFlow, dans le cadre de l'ARC DataFlow à l'EESAB — Rennes, 2013
- 4 GIF – 4 BIS, en partenariat avec le CRIJ – 4bis et l'EESAB — Rennes, 2013

## Récompenses, résidences et bourses
Sélection
- Artiste en résidence De l’auto-archivage immédiat comme œuvre[35] à La Chartreuse, Villeneuve-lès-Avignon, 2011
- Grand Prix Scam de l’œuvre d’art numérique interactive[36], 2003
- Bourse Maurice Colin-Lefrancq[37], Carnegie Mellon University, Pittsburgh, États-Unis, 1997